# James Beattie (poeta)
James Beattie (25 ottobre 1735 – 18 agosto 1803) è stato un poeta e filosofo scozzese.

## Carriera
Divenne maestro di scuola della parrocchia di Fordoun (Aberdeenshire) nel 1753. Ricoprì la posizione di insegnante presso la scuola di grammatica di Aberdeen nel 1758.
Per intercessione dell'amico Robert Arbuthnot di Haddo, nel 1760 con sua grande sorpresa, fu nominato professore di filosofia morale al Marischal College (in seguito parte dell'Università di Aberdeen). L'anno successivo pubblicò un volume di poesie, Il giudizio di Paride (1765), ma le due opere che lo resero più famoso furono Un saggio sulla Natura e Immutabilità della Verità e il poema Il Menestrello. Il saggio, considerato una risposta a David Hume, ebbe immediatamente grande successo e gli garantì una pensione da 200 sterline e il grado di Dottore in Legge di Oxford. Il primo volume de Il Menestrello fu pubblicato nel 1771, il secondo nel 1774, e gli valse le lodi di Samuel Johnson.
Beattie fu un pioniere nella sua strenua opposizione alla schiavitù, in particolare nel suo Saggio del 1770 e in Elementi di Scienza Morale (1790–93), in cui si avvalse del caso di Dido Elizabeth Belle, figlia naturale di Sir John Lindsay - ufficiale della marina britannica - e di una schiava africana, per argomentare le capacità intellettuali delle persone di colore.
Beattie suonava il violoncello e fu membro dell'Aberdeen Musical Society. Nel suo saggio Su Poesia e Musica (scritto nel 1762, pubblicato nel 1776), affrontò questioni di filosofia musicale. L'opera ebbe diverse edizioni e fu tradotta in francese nel 1798. La sua poesia L'eremita fu musicata da Tommaso Giordani nel 1778.
Nel 1783 Beattie fu uno dei fondatori della Royal Society di Edimburgo. Nel 1786 divenne membro dell'American Philosophical Society.
Oggi Beattie è ricordato principalmente per la sua poesia e per la ferma opposizione alla schiavitù. Il suo lavoro filosofico è stato criticato aspramente: in particolare Immanuel Kant sostenne che aveva frainteso la maggior parte del pensiero di David Hume.
James Beattie è uno tra i sedici poeti e scrittori scozzesi ritratti sullo Scott Monument in Princes Street a Edimburgo. Si trova sul lato sinistro della parete est.
- Poesie originali e traduzioni (1760)
- Il giudizio di Paride (1765)
- Poesie su diversi argomenti (1766)
- Un saggio sulla natura e l'immutabilità della Verità (1770)
- Il menestrello; o, Il Progresso del Genoo (due volumi, 1771 e 1774)
- Saggi, sulla natura e l'immutabilità della verità in opposizione al sofisma e allo scetticismo. Su come la poesia e la musica influenzano la mente. Sulle risate e la composizione comica. Sull'utilità dell'apprendimento classico (1776)
- Saggi sulla poesia (1778)
- Scoticismi, disposti in ordine alfabetico, progettati per correggere le imprecisioni di parola e scrittura (1779)
- Poesie su diverse occasioni (1780)
- Dissertazioni morali e critiche(1783)
- L'evidenza della religione cristiana brevemente e chiaramente dichiarata (due volumi, 1786)
- La teoria del linguaggio. Parte I. Dell'origine e della natura generale del discorso. Seconda parte. Di grammatica universale (1788)
- Elementi di scienza morale (due volumi, 1790–1793)
- Le opere poetiche di James Beattie (1831), a cura di A. Dyce
- Le opere poetiche di Beattie, Blair e Falconer (1868), a cura di Charles Cowden Clarke
- Day-Book di James Beattie, 1773–1778 (1948), a cura di RS Walker
- Il diario di James Beattie (1948), a cura di RS Walker